# Cittiglio
Cittiglio là một đô thị và thị xã của Ý. Đô thị này thuộc tỉnh Varese trong vùng Lombardia. Cittiglio có diện tích 11,5 km2, dân số theo ước tính 31/12 năm 2004 của Viện thống kê quốc gia Ý là 3817 người. 
Các đơn vị dân cư:
Đô thị Cittiglio giáp với các đô thị: Brenta, Caravate, Castelveccana, Gemonio, Laveno-Mombello.